# دفتر ادخار

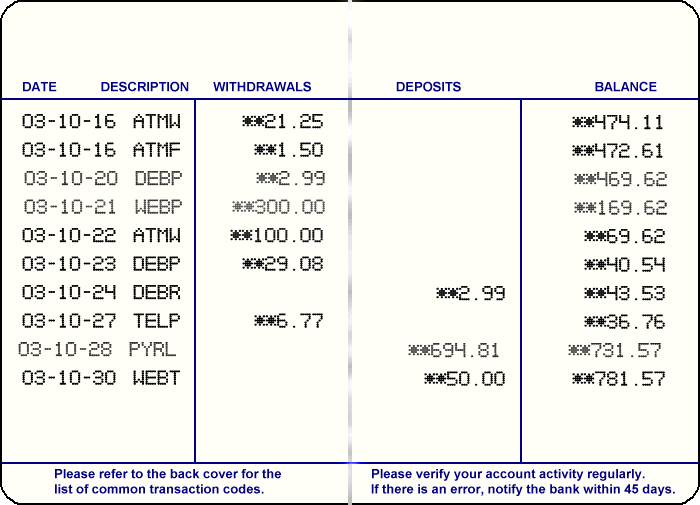
نموذج دفتر الادخار (مفتوح)، يحتوي على نفس المعاملات ككشف البنك

دفتر الادخار كتيب أو كراسة لتدوين كل العمليات المالية الخاصة بحساب ادخار مفتوحة على مستوى مؤسسة بنكية.
يتم استخدام دفتر الادخار تقليدياً للحسابات ذات حجم معاملات منخفضة، مثل حساب التوفير. أمين الصندوق في المصرف أو مدير مكتب البريد سيكتب بخط اليد التاريخ وقيمة المعاملة، وسوف يحدث الحساب، ويدخل الحروف الأولى للاسمه. في أواخر القرن العشرين، أتم إدخال طابعات نقطية أو طابعات نافثة للحبر قادرة على تحديث دفتر الادخار تحت راحة صاحب الحساب، إما بجهاز الصراف الآلي أو بطابعة دفتر الادخار، وإما في وضع الخدمة الذاتية أو عبر البريد أو في فرع.

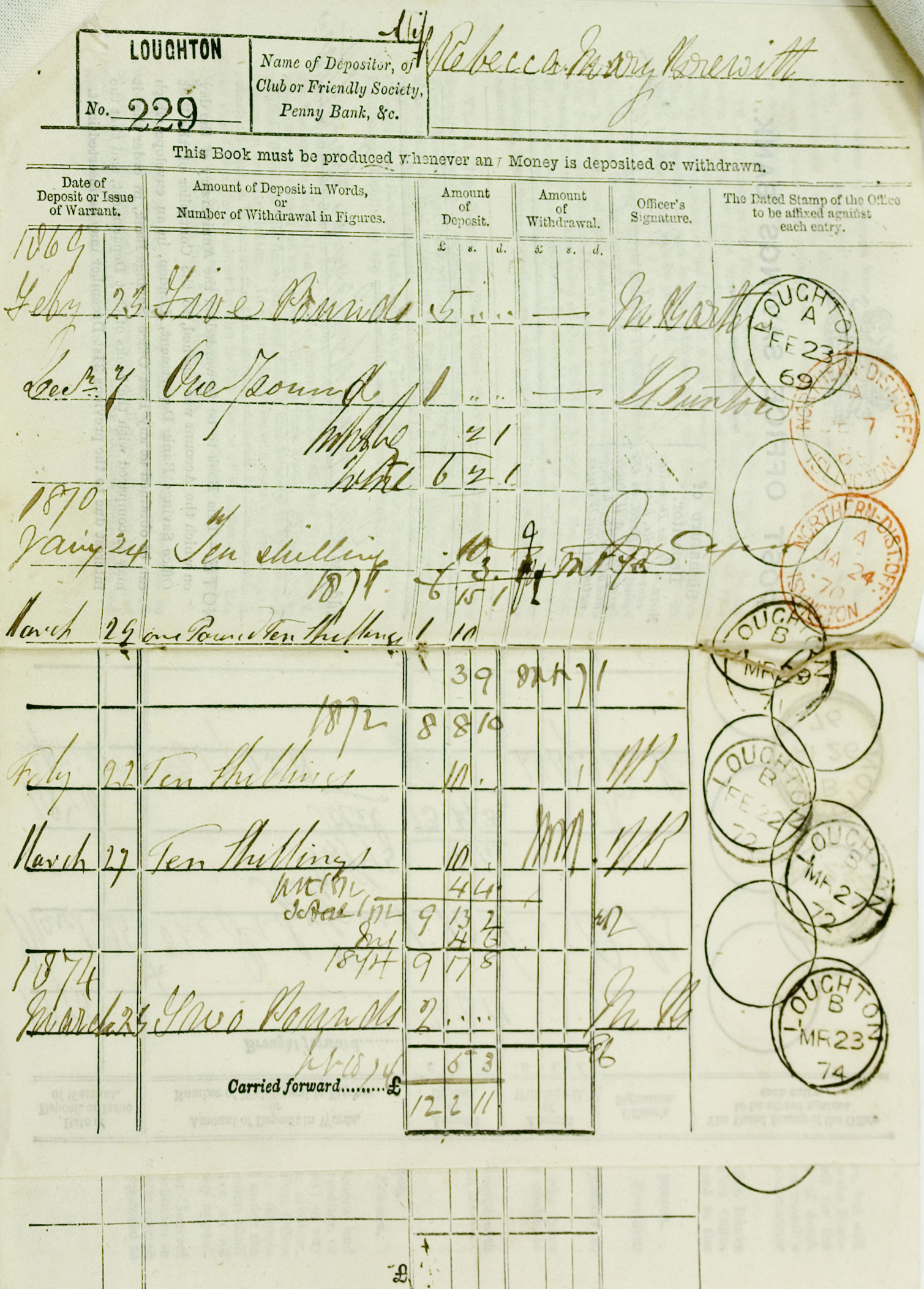
مصرف البريد للادخار أطلق دفتر الادخار للريف البريطاني في القر التاسع عشر

## التاريخ
ظهر دفتر الادخار في القرن الثامن عشر وسمح للعملاء الإمساك بمعلومات المعاملة في أيديهم لأول مرة. حتى ذلك الوقت، المعاملات كان يتم تسجيلها في دفاتر في المصرف فقط، بحيث أن العملاء لم يكن لديهم معلومات عن الودائع وعمليات السحب الخاصة بهم.
دفتر الادخار، والذي حجمه قريب من حجم جواز سفر، تكفل بإعطاء العملاء السيطرة على معلوماتهم الخاصة، ويطلق عليه بـ"Passbook" بالإنجليزية دلالةً على أن الدفتر مرر بانتظام بين المصرف وصاحب الحساب لتحديثه. كان يستخدم أيضاً كطريقة للتعرف على صاحب الحساب دون الحاجة إلى مزيد من أوراق التعريف.
دفاتر الادخار تحظى بشعبية كبيرة في روسيا وتصدر من قبل سبيربنك.

## الخدمات المصرفية المباشرة
بالنسبة للأشخاص الذين يشعرون بعدم الارتياح بالقيام بالخدمات المصرفية عبر الهاتف أو الإنترنت، استخدام دفتر الادخار يعد بديلاً عن الحصول على نشاط الحساب في الوقت الحقيقي دون الانتظار لعملية كشف الحساب. ولكن خلافاً لبعض معلومات كشف الحساب، بعض دفاتر الادخار تقدم تفاصيل أقل لاستبدال أوصاف سهلة الفهم برموز قصيرة.